# Xã Corwin, Quận Logan, Illinois
Xã Corwin (tiếng Anh: Corwin Township) là một xã thuộc quận Logan, tiểu bang Illinois, Hoa Kỳ. Năm 2010, dân số của xã này là 643 người.